# مقاطعة وين (أوهايو)
مقاطعة وين (بالإنجليزية: Wayne County)‏ هي إحدى مقاطعات ولاية أوهايو في الولايات المتحدة الأمريكية.

## أعلام
- جون ماكبرايد
- ستيفن روس هاريس